# Claus Andreasen
Claus Andreasen (* 4. Dezember 1947 in Sønderborg) ist ein dänischer Archäologe, Museumsleiter und Hochschulrektor.

## Leben
Claus Andreasen ist der Sohn des Oberarztes Erik Andreasen und der Oberärztin Vibeke Mørch Hanssen. Er besuchte das Gymnasium in Holstebro, das er 1967 abschloss. Anschließend studierte er Prähistorische Archäologie und Mittelalterarchäologie an der Universität Aarhus, die er 1976 als cand.mag. verließ. 1978 wurde er 30-jährig zum Direktor des Grönländischen Nationalmuseums ernannt, was er bis 1990 blieb. In dieser Zeit war er von 1984 bis 1990 Vorsitzender des Ausschusses für dänisch-grönländische Museumszusammenarbeit, der für die Rückführung grönländischer Museumsobjekte aus Dänemark arbeiten sollte, wofür in der Praxis Helge Schultz-Lorentzen zuständig war. 1990 wurde er am Ilisimatusarfik angestellt. Von 1993 bis 1995 war er Prorektor, von 1995 bis 1999 Rektor und anschließend bis 2000 wieder Prorektor der Universität. Von 2000 bis 2010 war er wieder als Inspekteur am Nationalmuseum angestellt, davon ab 2005 als Unterchef. Nach der Pensionierung war er von 2013 bis 2017 noch mit seinem Beratungsunternehmen CLAN Consult selbstständig.
Zwischen 1987 und 2008 war er als Archäologe in Nordost- und Nordwestgrönland aktiv und schrieb zahlreiche wissenschaftliche Artikel zur prähistorischen Siedlungsgeschichte der Inuit in Grönland.
Claus Andreasen war ab 1983 Mitglied der Kommission für Wissenschaftliche Untersuchungen in Grönland, davon ab 1994 als Vizevorsitzender und von 1998 bis 1999 als Vorsitzender. Von 1984 bis 1995 war er Mitglied des Rats für den Nationalpark in Nord- und Ostgrönland. Von 1990 bis 2015 war er Aufsichtsratsmitglied im Peary Land Fonden und von 1985 bis 2000 im Qilakitsoq-Fondet. Von 1996 bis 1999 war er Vorsitzender des Ratgebenden Ausschusses für die Arktis. Von 1998 bis 2003 war er Vizevorsitzender des Programmkomitees für Nordatlantische Forschung und von 2001 bis 2004 Mitglied des Vorstands der Nordischen Forscherausbildungsakademie. Von 2013 bis 2019 war er im Museums- und Archivverein seines Wohnorts Odder aktiv, davon ab 2016 als Vorsitzender. Daneben setzte er sich unter anderem zwischen 2020 und 2022 in einem Verein gegen die Errichtung einer Straßenbrücke über das Kattegat via Samsø ein.
Claus Andreasen heiratete am 26. September 1970 die Abteilungsleiterin Vibeke Fisker (1948–2005), Tochter des Schulleiters Henning Fisker und der Oberlehrerin Grethe Grube. Aus der Ehe gingen ein 1974 geborener Sohn und eine 1980 geborene Tochter hervor. Nach dem frühen Tod seiner Frau heiratete er in zweiter Ehe am 25. Juni 2012 Bente Egholm Paulsen geb. Mikkelsen (* 1950), Tochter des Segelmachers Aage Mikkelsen und der Oberassistentin Anna Gerda Egholm Overgaard.
1997 wurde er zum Ritter des Dannebrogordens ernannt.